# Атрофия
Атрофията (на латински: atrophia; на старогръцки: ἀτροφία) представлява намаляване на размерите на органите и тъканите поради недостатъчно хранене, било общо (глад, изтощителни болести), било местно (стесняване на артерии, поражения на нервната система и др).
Атрофията може да бъде физиологична (атрофия на тимуса в пубертета, на повечето органи в старческа възраст), от продължително бездействие на мускулите (при гипсиране и др), при заболявания. При атрофията едновременно е налице и намелената дейност на засегнатия от нея орган. Обратно състояние е хипертрофията.